# Natalia Rodríguez
Natalia Rodríguez Martínez (Tarragona, 2 juni 1979) is een Spaanse middellangeafstandsloopster, die gespecialiseerd is in de 1500 m. Ze nam viermaal deel aan de Olympische Spelen, maar won hierbij geen medailles. 

## Biografie
In 2000 nam Rodríguez deel aan de Olympische Spelen in Sydney. Ze werd uitgeschakeld in de reeksen van de 1500 m. Vier jaar later kwalificeerde Rodríguez zich een tweede keer voor de Olympische Spelen. Rodríguez kwalificeerde zich voor de finale van de 1500 m. In de olympische finale liep ze naar de tiende plaats in een tijd van 4.03,01. Op de Olympische Spelen van 2008 deed Rodríguez nog beter: in de finale van de 1500 m kwam ze als zesde over de meet.
Op de wereldkampioenschappen van 2009 kwam Rodríguez als eerste over de meet. Nadien werd ze echter gediskwalificeerd, omdat ze in de race Gelete Burka ten val had gebracht.
In 2010 behaalde ze twee medailles op internationale toernooien: In maart 2010 liep Rodríguez op de wereldndoorkampioenschappen naar de zilveren medaille (achter de Ethiopische Kalkidan Gezahegne). Op de Europese kampioenschappen later dat jaar liep Rodríguez naar de bronzen medaille. Ook op de WK van 2011 behaalde ze een bronzen medaille.
In 2012 kon Fernández zich nog een vierde keer kwalificeren voor de Olympische Spelen, maar dit keer eindigde haar olympisch avontuur in de reeksen van de 1500 m.

## Titels
- Europees indoorkampioene 1500 m - 2009
- Spaans kampioene 1500 m - 2000, 2001, 2002, 2003, 2004, 2005, 2009, 2010, 2012, 2013
- Spaans indoorkampioene 1500 m - 2004, 2009, 2010, 2013

## Persoonlijke records
Outdoor
| Afstand     | Prestatie    | Datum            | Plaats  |
| ----------- | ------------ | ---------------- | ------- |
| 800 m       | 2.01,35      | 8 juni 2001      | Sevilla |
| 1500 m      | 3.59,51 (NR) | 28 augustus 2005 | Rieti   |
| 1 Eng. mijl | 4.21,92      | 7 september 2008 | Rieti   |
| 3000 m      | 8.35,86      | 10 juni 2009     | Huelva  |

Indoor
| Afstand | Prestatie | Datum            | Plaats   |
| ------- | --------- | ---------------- | -------- |
| 1500 m  | 4.06,35   | 6 februari 2010  | Zaragoza |
| 3000 m  | 9.01,40   | 22 februari 2003 | Sevilla  |

## Palmares

### 1500 m
Kampioenschappen
- 2000:  Spaanse kamp. - 4.17,06
- 2000: 12e in serie OS - 4.22,82
- 2001:  Spaanse kamp. - 4.23,88
- 2001: 6e WK – 4.07,10
- 2002:  Spaanse kamp. - 4.21,58
- 2002: 6e EK – 4.06,15
- 2003:  Spaanse kamp. - 4.09,63
- 2004:  Spaanse indoorkamp. - 4.15,78
- 2004:  Spaanse kamp. - 4.17,15
- 2004: 10e OS - 4.03,01
- 2004: 4e IAAF Wereldatletiekfinale - 4.05,72
- 2005:  Spaanse kamp. - 4.22,86
- 2005: 6e WK – 4.03,06
- 2005: 8e IAAF Wereldatletiekfinale - 4.03,72
- 2008: 6e OS - 4.03,19
- 2009:  EK indoor – 4.08,72 (na DQ Anna Alminova)
- 2010:  WK indoor – 4.08,30
- 2010:  EK – 4.01,30
- 2011:  WK – 4.05,87
- 2012: 13e in serie OS - 4.16,18
- 2013: 8e in ½ fin. WK - 4.09,18 (in serie 4.08,44)

Golden League-podiumplekken
- 2003:  Meeting Gaz de France – 4.03,33
- 2003:  Golden Gala – 4.01,30